# Acțiunea neurotoxinelor asupra sistemului nervos uman
Efectele adverse a sistemului nervos și a altor sisteme cauzate de poluare
    Ascocierea aerului poluat cu reacțiile adverse a sistemelor cardio-vascular, respectiv pulmonar au fost bine documentate de-a lungul anilor. Dezvoltarea normală a creierului este un proces complicat care implică proliferarea controlată a celulelor, migrarea neuronală de la locul lor de naștere până la locația lor finală și stabilirea de legături specifice între neuroni și țesuturile țintă.
    Toate aceste procese sunt strict controlate, dar sunt și influențate de mediu. Poluanții atmosferici pot afecta creierul la orice vârstă, dar creierul în curs de dezvoltare este deosebit de vulnerabil din cauza ratelor sale ridicate de proliferare și diferențiere neuronală, metabolismului imatur și a barierei hemato-encefalice imperfectă. În procesul de dezvoltare a embrionilor, placenta servește ca o barieră împotriva multor substanțe periculoase din mediul înconjurător, însă este posibil să nu fie protejată împotriva tuturor componentelor poluării aerului. Expunerea prenatală la poluanții atmosferici poate constitui, de asemenea, un factor de risc pentru tulburările neurologice, cum ar fi autismul și schizofrenia. Un risc crescut de schizofrenie este evident la persoanele care locuiesc în regiuni urbane. În ceea ce privește autismul s-a constatat că expunerea maternă la poluarea aerului în perioada prenatală poate fi, de asemenea, un factor de risc. S-a constatat o asociere între concentrațiile estimate de metale și solvenți din aerul înconjurător în jurul reședinței de naștere și autism. De asemenea, există o legătură între autism și apropierea rezidențială de autostrăzi în timpul celui de-al treilea trimestru de sarcina. (National Research Council (US) Committee on Neurotoxicology and Models for Assessing Risk.Washington (DC), 1992)
    Totuși, studiile recente au arătat că poluarea aerului afectează și sistemul nervos central (SNC) incluzând inflamarea cronică a creierului, activarea microgliilor, anormalități a substanței albe cerebrale, ajungându-se chiar la boli grave precum autism, IQ scăzut la copii, Parkinson, Alzheimer, scleroză multiplă etc. Modificări asupra SNC pot avea drept consecințe modificări și a sistemelor cardio-vascular și pulmonar, dar și vice-versa. Cercetările ne arata că diferiți compuși poluanți pot avea efecte asupra sistemului pulmonar, spre exemplu: agravarea astmului (Auerbach and Hernandez, 2012), cancer pulmonar (Pope et al., 2002) și exacerbează boala pulmonară obstructivă cronică (Eisner et al., 2010) etc. Tot aerul poluat poate cauza efecte adverse și asupra sistemului cardio-vascular afectând presiunea arterială (Auchincloss et al., 2008), structura si funcționalitatea cardiacă (Van Hee et al., 2009, Van Hee et al., 2010), cauzând chiar si ateroscleroză (Diez Roux, Auchincloss, 2008, Kaufman, 2010).
   După cum spuneam, inflamarea creierului, patologii SNC, deficit comportamental etc. pot avea ca și cauză inhalarea aerului poluat. De fapt, prelevarea post-mortem a identificat particule în creierul uman, deși cu compoziție și origine necunoscută (Calderon-Garciduenas et al., 2008b). De asemenea, s-a observat o relație semnificativă între expunerea la niveluri ridicate de evacuare a motorinei și creșterea creierului (cortexul frontal) măsurat prin electroencefalografie cantitativă (Cruts et al., 2008). Foarte important, studiile efectuate la om au demonstrat de asemenea că trăirea în condiții cu poluare ridicată a aerului este legată de scăderea funcției cognitive (Calderon-Garciduenas et al., 2008a, Power et al., 2011) scăderea dezvoltării neuropsihologice în primii 4 ani de viață (Morales et al., 2009). ), neuropatologie asemănătoare cu AD[1] și PD[2] (Calderon-Garcudenas et al., 2012, Morales, Julvez, 2011) și risc crescut de autism (Volk et al., 2011). Unele componente ale poluării aerului, cum ar fi manganul, au fost asociate cu patologia SNC, deoarece nivelurile ridicate de mangan în aer s-au dovedit a se corela cu creșterea riscului PD (Finkelstein și Jerrett, 2007).
Metalele grele și efectele lor adverse
    Printre metalele grele care au implicații grave asupra sănătății sunt arsenul, plumbul, cadmiul și mercurul. Numeroase studii au demonstrat că expunerea unui animal la concentrații excesive ale acestor elemente poate mări producția de radicali liberi care pot provoca stres oxidativ. 
    Mercurul (Hg) este o substanță persistentă care provine din surse naturale și antropice. Hg care intră în oceanele noastre, lacurile și râurile este transformat în metil-mercur (MeHg) de către biota acvatica și de către bioacumulatele din rețeaua trofică acvatică, cum ar fi pestii și crustaceele. Oamenii și fauna sălbatică sunt expuși la MeHg în primul rând prin consumul de pești contaminați. La om, se știe că MeHg este neurotoxic. Sulfura de mercur este forma naturala a Hg. Concentrația de cinabar[3] variază foarte mult cu localizarea depozitelor. Hg poate fi eliberat în aer prin intemperii de piatră conținând minereu de Hg sau prin activități umane, în principal incinerarea și arderea combustibililor fosili. Hg este un poluant global, care, odată eliberat în aer, poate călători pe distanțe lungi și poate afecta locații îndepărtate. Contaminarea apei poate apărea din apa de scurgere, contaminată fie de surse naturale sau antropice. Sursele potențiale de expunere generală a populației la Hg includ inhalarea vaporilor de Hg din aerul înconjurător, ingestia apei potabile și a produselor alimentare contaminate cu Hg și expunerea la Hg din amalgamurile dentare și tratamentelor medicale. Aportul alimentar este una dintre cele mai importante surse de expunere non-ocupațională la Hg. Majoritatea Hg consumat în pește sau alte fructe de mare este forma de MeHg foarte absorbabilă. Variația substanțială a expunerii MeHg la om se bazează pe diferențele dintre frecvența și cantitatea de pește consumată și concentrația de Hg în pește. Expunerea la MeHg este o problemă majoră în rândul  consumatorilor de pește. Un spectru de efecte adverse asupra sănătății a fost observat după expunerea la MeHg, severitatea depinzând în mare măsură de amploarea dozei. 
    Fetusul este considerat mult mai sensibil decât adultul. Expunerea prenatală interferează cu creșterea și migrarea neuronilor și are potențialul de a provoca leziuni ireversibile sistemului nervos central în curs de dezvoltare (EPA 1997a). Sugarii expuși in uter la MeHg s-au născut cu dizabilități severe, cum ar fi paralizia cerebrală, orbirea și surzenia. În primele luni de viață, sugarii, care au fost expuși în timpul sarcini la cantități reduse de pește, s-ar putea sa pară complet sănătoși, dar mai târziu ar putea prezenta deficite neurologice (deficitele IQ, tonusul muscular anormal, scăderea funcției motoare, și performanțele vizuo-spațiale). 

    Expunerile care apar în timpul copilăriei și maturității pot, de asemenea, să dăuneze sistemului nervos central, după cum reiese din incidentele din Japonia, Irak și Statele Unite, în care primele semne de toxicitate apar adesea la câteva luni de la expirarea expunerii (EPA 1997b, Davis și colab., 1994). Există dovezi că MeHg influențează și alte sisteme. Expunerile umane la Hg organic au dus la simptome de poliurie și albuminurie (Jalili și Abbasi 1961; Cinca și colab., 1979). Autopsiile pacienților care au decedat după ingestia de alchil Hg au evidențiat nefrită și degenerare tubulară (Al Saleem 1976, Cinca și colab., 1979). Studiile pe animale au arătat că MeHg afectează tubulii proximali din rinichi. (Mitsumori et al., 1990) În decursul ultimului deceniu, cercetătorii au studiat efectele MeHg asupra funcției imune și a reglării presiunii sângelui. 
Speranța moare ultima
  Chiar dacă poluarea mediului a atins un nivel extreme de ridicat, au fost utilizate mai multe tehnici pentru îndepărtarea și / sau recuperarea metalelor grele din mediile poluate. Unele proceduri convenționale pentru îndepărtarea și/sau recuperarea metalelor grele din soluție, includ procesele de adsorbție, oxidarea chimică sau reacțiile de reducere, de precipitare, tehnici electrochimice, recuperare prin evaporare, schimb de ioni, osmoză inversă și filtrarea nămolului. Majoritatea acestor metode sunt ineficiente atunci când concentrațiile de metal sunt în soluție sunt mai mici de 100 mg / l. În acest caz, este necesar să se evalueze alternativa tehnicii pentru o anumită procedură și o astfel de abordare ar trebui să fie adecvată și aplicabilă la condițiile locale și trebuie să poată îndeplini limitele admise stabilite.

Bio-remedierea este o tehnică inovatoare pentru eliminarea și recuperarea ionilor de metale grele din zonele poluate și implică utilizarea organismelor vii pentru a reduce și / sau recupera poluanții de metale grele în forme mai puțin periculoase, folosind alge, bacterii, ciuperci sau plante. Pentru a selecta cel mai adecvat biosorbant pentru o anumită situație specifică, din grupul de mari organisme, trebuie stabilite anumite condiții de mediu necesare pentru îndepărtarea metalelor grele . De asemenea, se poate acorda prioritate recuperării unei cantități mari de metal, în același timp atingând și concentrații scăzute de echilibru. Indiferent de caz, biosorbantul utilizat ar trebui să aibă o capacitate mare de absorbție. (Ayansina S. A., 2017) Trebuie dezvoltată o abordare durabilă pentru a selecta cel mai adecvat biosorbant, condițiile de funcționare și mecanismul eficient de îndepărtare a metalelor grele în efecte industriale, pentru a răspunde în mod satisfăcător provocărilor majore implicate. (Ayansina S. A., 2017)
Referințe: 
(1)  Ayansina S. A., Olubukola O. B. A New Strategy for Heavy Metal Polluted Environments: A Review of Microbial Biosorbents Int J Environ Res Public Health. 2017 Jan; 
(2)  Bechan S., Shweta S., Nikhat J. S. Biomedical Implications of Heavy Metals Induced Imbalances in Redox Systems, Biomed Res Int. 2014;  Aug 12
(3)  Block L.M, Elder A., Auten R.L, Bilbo S.D, Chen H., Chen JC., Cory-Slechta D.A., Costa D., Diaz-Sanchez D., Dorman D.C, Gold D., Gray K., Jeng H.A., Kaufman J.D, Kleinman M.T, Kirshner A., Lawler C., Miller D.S, Nadadur S., Ritz B, Semmens E.O,. Tonelli L.H, Veronesi B., Wright R.O, and Wright R., The Outdoor Air Pollution and Brain Health Workshop, Neurotoxicology. 2012 Oct; 33(5): 972–984.
(4)  Genc S1, Zadeoglulari Z, Fuss SH, Genc K.., The Adverse Effects of Air Pollution on the Nervous System, Kursad Genc J Toxicol. 2012; 
(5)  Xiaohui X. Sandie U. H. and Rakshya B. A Review of Epidemiological Research on Adverse Neurological Effects of Exposure to Ambient Air Pollution., Fronties in public health din aug  2016, volumul 4. 
(6)  National Research Council (US) Committee on the Toxicological Effects of Methylmercury. Washington (DC) Toxicological Effects of Methylmercury.: National Academies Press (US); 2000. 
(7)  National Research Council (US) Committee on Neurotoxicology and Models for Assessing Risk.Washington (DC): (US);Environmental Neurotoxicology. National Academies Press 1992.
[1] Alzheimer.
[2] Parkinson.
[3] Sulfură de mercur (II).